# Tangensni izrek
Tangensni izrek v ravninski trigonometriji pravi, da je v trikotniku razmerje med razliko in vsoto dolžin dveh stranic enako razmerju tangensov polovične razlike in vsote stranicama nasprotnih kotov.
Za trikotnik na zgornji sliki tako veljajo zveze:
{\displaystyle {\frac {a-b}{a+b}}={\frac {\mathrm {tg} \,{\frac {\alpha -\beta }{2}}}{\mathrm {tg} \,{\frac {\alpha +\beta }{2}}}}}
{\displaystyle {\frac {b-c}{b+c}}={\frac {\mathrm {tg} \,{\frac {\beta -\gamma }{2}}}{\mathrm {tg} \,{\frac {\beta +\gamma }{2}}}}}
{\displaystyle {\frac {c-a}{c+a}}={\frac {\mathrm {tg} \,{\frac {\gamma -\alpha }{2}}}{\mathrm {tg} \,{\frac {\gamma +\alpha }{2}}}}}